# کاروانسرای فرنگی
کاروانسرای فرنگی مربوط به دوره صفوی است و در شهرستان زابل، ۹ کیلومتری جاده زابل به نهبندان واقع شده و این اثر در تاریخ ۲۷ مرداد ۱۳۸۲ با شمارهٔ ثبت ۹۵۵۴ به‌عنوان یکی از آثار ملی ایران به ثبت رسیده‌است.